# Reginald Heber

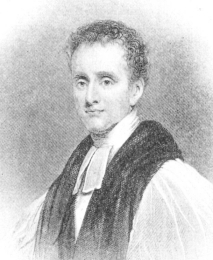
Reginald Heber.

Reginald Heber (Malpas, 21 de abril de 1783 - Tiruchirappalli 3 de abril de 1826) foi um clérigo, intelectual e compositor, que após trabalhar como pastor durante dezesseis anos em seu país foi bispo na Igreja Anglicana de Calcutá até a sua morte, quando possuía quarenta e dois anos de idade.
Filho de um rico clérigo proprietário de terras, Heber se tornou notório como um poeta na Universidade de Oxford. Após a formatura, expandiu sua visão de mundo realizando, no auge da Guerras Napoleônicas, longas viagens pela Escandinávia, Rússia e Europa central. Foi ordenado em 1807 e assumiu a paróquia de idade, seu pai de Hodnet em Shropshire, onde combinou seus deveres pastorais, com escritórios de outras igrejas e obras literárias. Vários hinos que escreveu posteriormente transformaram-se grandes em hinários da igreja por muitos anos.
Heber tomou posse como Bispo de Calcutá, em outubro de 1823. Durante o seu episcopado curto, ele viajou bastante nas áreas da Índia dentro de sua diocese, e trabalhou duro para melhorar as condições de vida espiritual e geral do seu rebanho. No entanto, uma combinação de tarefas árduas, clima hostil e indiferente de saúde trouxe o seu colapso e morte ao visitar Trichinopoly (agora Tiruchirappalli), após menos de três anos na Índia. Monumentos foram erguidos em sua memória na Índia e na Catedral de São Paulo, em Londres. Uma coleção de seus hinos foi publicado logo após sua morte, e um deles, "Santo, Santo, Santo", sobreviveu até o século 21, sendo um clássico hino popular e amplamente conhecido em vários locais do mundo. 